# Марцін Леговський
Марцін Леговський (пол. Marcin Łęgowski; 1982) — польський боксер, призер чемпіонату Європи серед аматорів.

## Аматорська кар'єра
На  чемпіонаті Європи 2004 в категорії до 60 кг програв у другому бою Дьюла Кате (Угорщина).
На чемпіонаті світу 2007 в категорії до 64 кг програв у другому бою Іонуцу Георге (Румунія).
На  чемпіонаті Європи 2008 завоював бронзову медаль.
- В 1/16 фіналу переміг Александру Папуса (Молдова) — 2(+)-2
- В 1/8 фіналу переміг Ундер Шипал (Туреччина) — 5-2
- У чвертьфіналі переміг Євгена Ромашкевича (Білорусь) — DQ 4
- У півфіналі програв Едуарду Амбарцумяну (Вірменія) — 1-8

На чемпіонаті світу 2009 програв у першому бою.